# Macha

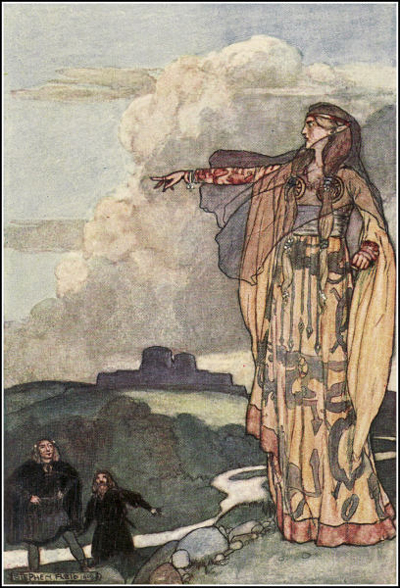
Macha

Macha este o zeiță din Irlanda antică asociata cu războaie, cai și suveranitate.